# رومن بی. آیرز
رومن بی. آیرز (انگلیسی: Romeyn B. Ayres; ۲۰ دسامبر ۱۸۲۵ – ۴ دسامبر ۱۸۸۸) فرد نظامی اهل ایالات متحده آمریکا بود.